# أدريان جاردين
أدريان جاردين (بالإنجليزية: Adrian Jardine)‏ هو ربان ‏ بريطاني، ولد في 23 أغسطس 1933.

## وصلات خارجية
- أدريان جاردين على موقع اللجنة الأولمبية الدولية (الإنجليزية)
- أدريان جاردين على موقع أوليمبيديا (الإنجليزية)